# Marco Mellino
Marco Mellino (* 3. srpna 1966, Canale, Provincie Cuneo) je italský katolický duchovní, biskup působící v papežské kurii. Od roku 2020 působí jako sekretář Rady kardinálů.

## Stručný životopis
Po studiích v semináři byl v roce 1991 vysvěcen na kněze, inkardinován do Diecéze Alba. Roku 1997 byl vyslán na studia do Říma, kde v roce 2000 získal doktorát z kanonického práva na lateránské univerzitě. Po působení ve své rodné diecézi začal v roce 2006 pracovat na vatikánském státním sekretariátu. V červenci 2018 se stal generálním vikářem své diecéze, ale již 27. října 2018 jej papež František jmenoval sekretářem-adjunktem Rady kardinálů a členem Papežské rady pro legislativní texty. Zároveň jej jmenoval titulárním biskupem Cresimy, biskupské svěcení přijal 15. prosince téhož roku. V říjnu 2020 byl jmenován sekretářem Rady kardinálů a po vydání konstituce Praedicate Evangelium o reformě římské kurie byl ustanoven sekretářem nově vytvořené Interdikasteriální komise pro revizi všeobecných směrnic římské kurie.